# Mariano Roque Alonso
Mariano Roque Alonso Romero (Capiatá, 7 de agosto de 1791-Ybytymí, 9 de agosto de 1853) fue un militar paraguayo oficial del gobierno de José Gaspar Rodríguez de Francia que participó en la dirección de la construcción de la Trinchera de San José (actual Posadas, Argentina).

## Biografía

### Primeros años y familia
Nació el 7 de agosto de 1791 en Capiatá, donde fue bautizado unos días después, aunque algunos autores afirman que en realidad nació en Ybytymí, aunque no existe documentación al respecto.
Sus padres eran Vicente Alonso y María Águeda Romero, quienes tuvieron 4 hijos: Felipa, Mariano, Juan Francisco y María de la Cruz.
El 2 de julio de 1845 en la Iglesia Catedral de Asunción, Mariano Roque Alonso contrajo matrimonio con Juana Inés Cabrera, aunque este matrimonio no tuvo descendencia, Mariano tenía una hija natural, llamada María Eleuteria Marcó.

### Carrera militar y vida política

#### Gobierno del Dr. Francia
En 1825 ingresó al ejército paraguayo como sargento encargado de la guarnición de la Villa de Pilar, Ñeembucú. Luego, siguiendo con el rango de sargento, fue nombrado encargado de la guarnición militar del Fuerte Formoso (actual Formosa, Argentina) entre 1833 y 1839. En los últimos años del gobierno del Dr. Francia, en mayo de 1840 fue designado como Jefe de la Cuarta Compañía del 11º Batallón.
Un mes después, en junio de 1840 se convirtió en oficial, ya que fue ascendido al grado de subteniente de fusileros en el Cuartel de San Francisco, Asunción.
El 20 de septiembre de 1840 falleció el dictador José Gaspar Rodríguez de Francia, por lo que hubo un periodo de inestabilidad política y disputas por el poder.

#### Junta de Gobierno y Triunvirato
Dentro de ese contexto, se formó una junta de gobierno provisoria presidida por el capitán Manuel Antonio Ortiz y otros militares, entre ellos Miguel Maldonado (comandante del Cuartel de San Francisco), que fue llamado como vocal para integrar la nueva junta de gobierno, por lo que al quedar vacante su puesto, Mariano se convirtió en el oficial encargado del Cuartel de San Francisco.
El 22 de enero de 1841 el sargento Romualdo Duré y los líderes militares de la capital (entre ellos Mariano Roque Alonso) detuvieron a los miembros de la junta de gobierno por no convocar un nuevo congreso general (elecciones) y crearon un Triunvirato por: Juan José Medina, José Gabriel Benítez y José Domingo Ocampos, sin embargo volvió a suceder lo mismo y como no convocaron a un nuevo congreso general, el 9 de febrero de 1841 fueron derrocados en un golpe de estado liderado por Mariano Roque Alonso, quien asumió el gobierno del país temporalmente como comandante general de Armas con el único objetivo de llamar a un nuevo congreso general. En dicho congreso se estableció que el nuevo gobierno sería un consulado compuesto por un miembro civil y por un miembro militar. 

#### Consulado
El 12 de marzo de 1841 Mariano fue elegido cónsul de la República del Paraguay, en conjunto con Carlos Antonio López, quien representaba el ala civil del gobierno. Permaneció en el cargo hasta el 13 de marzo de 1844, fecha en que se consolidó el liderazgo unipersonal de López. 
Durante el consulado el Paraguay volvió a abrir sus fronteras lentamente, se estableció un manual de aduanas, se eliminó la prohibición de que los extranjeros abandonen el país, se organizaron los tribunales de justicia, se creó un reglamento para la policía, el primer medio de prensa llamado "El repertorio nacional", el cementerio de la Recoleta, la moneda nacional, la Academia Literaria, se reorganizó al ejército, se declaró la libertad de vientres, se prohibió el tráfico de esclavos. 
En 1842 se realizó el Acta de Declaración de Independencia y también se determinaron los colores y características que llevaría la bandera paraguaya. También se reforzaron las fronteras del país para proteger el territorio por las guerras civiles que había en Argentina. En 1843 Bolivia fue el primer país en reconocer la Independencia de Paraguay. 
En 1844 un nuevo congreso creó la Ley que establece la administración politica de la Republica del Paraguay, al cual muchos consideran como la constitución de 1844, aunque no era una constitución como tal, sí fue un gran antecedente. En dicho congreso se estableció la igualdad de todos los ciudadanos ante la ley y se nombró como Presidente de la Republica del Paraguay por 10 años a Carlos Antonio López.  

### Últimos años
Luego de eso, Mariano sin mayores ambiciones se alejó totalmente de la vida política y se retiró al pueblo de Ybytymí, donde su familia poseía estancias y tierras. Pasó sus últimos años padeciendo una larga enfermedad, sabiendo que le quedaba poco tiempo, escribió su testamento el 19 de enero de 1853 y finalmente falleció en Ybytymí, el 9 de agosto de 1853 a la edad de 62 años.

## Homenajes
En su honor, el 30 de agosto de 1945 fue fundada la ciudad de Mariano Roque Alonso, Departamento Central.

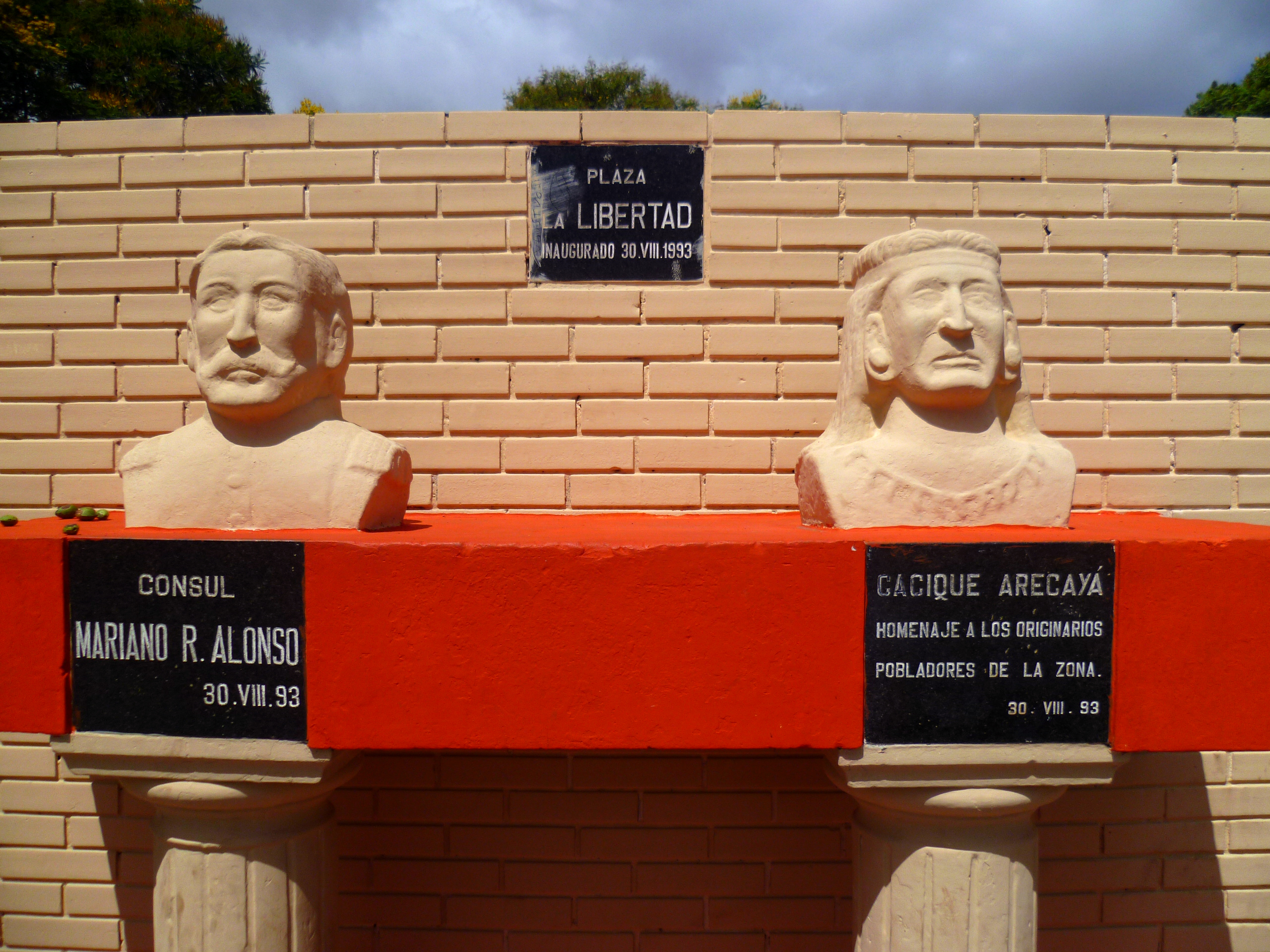
Busto en honor a Mariano Roque Alonso (a la izquierda).